# Wolf Jacob Sattler
Wolf Jacob Sattler (* 30. September 1593 in Scheinfeld in Mittelfranken; † 3. September 1654 in Geißlingen (Klettgau)) war ein deutscher Jurist und Gesandter bei den Friedensverhandlungen in Münster/Osnabrück 1644–1648, beim Nürnberger Exekutionstag 1649/1650 sowie beim Reichstag zu Regensburg 1653/1654.

## Leben

### Herkunft und Familie
Wolf Jacob Sattler wurde als Sohn des Zimprecht Sattler (1563–1652, Syndikus der Stadt Kempten) und dessen Ehefrau Barbara Lützelmann († 1616, aus einer Basler Adelsfamilie stammend) geboren.
Er wuchs mit vierzehn Geschwistern auf, sieben Schwestern und sieben Brüder.
Sein jüngerer Bruder Philipp (1594–1641) war Offizier in schwedischen Diensten, Johann (1596–1676) und Zimprecht (1599–1647) städtische Beamte in Kempten.

### Werdegang und Wirken
Er studierte nach dem Schulbesuch in Kempten Rechtswissenschaften an der Eberhard Karls Universität Tübingen, wo er zum Doktor beider Rechte promovierte. Nach seiner Tätigkeit am Reichskammergericht in Speyer war er zwölf Jahre lang als Advokat und Ratskonsulent in Kempten beschäftigt. Dabei war er zeitweise Verwalter des Stifts Kempten. Er kam zusammen mit seinem Vater und anderen bedeutenden städtischen Politikern in Lindau in Arrest, nachdem die Stadt Kempten 1633 gestürmt worden war. 
1639 wechselte er als Advokat nach Nördlingen, wo er 1640 zum Gesandten der Reichsstadt Nördlingen zum Reichstag in Nürnberg und 1641 zum Reichstag in Regensburg 
bestellt wurde. Er war auch Gesandter der Stadt zu den Friedensverhandlungen in Münster/Osnabrück, die 1648 zum Westfälischen Frieden führten.
Am Nürnberger Exekutionstag 1650 nahm er ebenso teil wie am Reichstag zu Regensburg 1653/1654, dessen Schlussdokument er unterzeichnete.